# Реннинген
Реннинген (нем. Renningen) — город в Германии, в земле Баден-Вюртемберг.
Подчинён административному округу Штутгарт. Входит в состав района Бёблинген. Население составляет 17 291 человек (на 31 декабря 2010 года). Занимает площадь 31,13 км². Официальный код — 08 1 15 041.
Город подразделяется на 2 городских района: Реннинген и Мальмсхайм.